# HeinOnline
ハインオンライン（英: HeinOnline, 頭字語：HOL）は、2000年にウイリアム・S・ハインCo., Inc.（WSH Co）が開設した商用インターネット・データベースサービスである。管理者は法律資料を専門とするニューヨーク州バッファローの出版社で、同地で1961年に創業、現在の本拠地はニューヨーク州ゲッツビル近郊である。2013年時点の同社はニューヨーク州西部の民間企業中、企業規模33位、収益およそ3300万ドル、従業員数70人超であった。
ハインオンラインは従来の法律資料（事案報告、法令集、政府規制、法学学術誌、商用の法律学術誌と雑誌および古典的な条約）に加え、歴史的資料、政府資料および政治文書、立法論議、立法および行政機関の報告書を収蔵し、世界の憲法、国際条約および国際組織の報告書その他の文書を揃える。当データベースは「オンラインで完全に検索可能な（PDF）画像ベース形式」を採用する。

## 新製品賞
当サービスは2001年、アメリカ法律図書館協会（American Association of Law Libraries）から待望の「新製品賞」を初めて受けると、以来、絶えずデータベースを拡張し更新の続くコンテンツライブラリとしてさらに2回、授けられた。2002年には同協会から「最優秀商用ウェブサイト」に選ばれ、2007年に『EContent Magazine』誌の「デジタルコンテンツ業界で最も重要な企業」100社に加わった。同一覧への掲載は「最も優秀で優秀なデジタルコンテンツ企業」と認められたことを指す。当サービスの「World's Constitutions Illustrated」（仮題＝図解世界の憲法）は『Choice』誌（英語）が選ぶ2010年の「傑出した出版物」であった。当時は公開から10年余り経った時期にあたり、HOLはアメリカ法律法図書館協会の出版物で「画期的な製品」「オンラインの法文の指導的存在」と呼ばれた。

## 仕様
HOLの全資料は、元の文書全文をPDF化し、ダウンロードと検索が可能な媒体として提供する。主な競合他社と異なる点は、文書や判例、法令の内容をキーボード入力で転写せず、高性能の光学スキャン技術で読み取る点にあり、誤植の発生を回避する。さらに競合他社による判例や文書の編集や削除、ページ付けの除去、文書書式あるいは文字修飾（斜体ほか）を変更した資料の提供が行われるのに対し、当サービスでは全文をPDF化するため、元の出版物とまったく同じ表示で資料を提供している。
当初、従来の法律資料に焦点を当てた当サービスは、リリース初版で完全なアクセス権限の対象として法学系学術誌25件のレビューのみ提供したが、2006年には法学レビューのデータベースを拡充すると収容する学術誌は800件超に達した。2007年以降はアメリカの第一級のロースクールが発行し「フラッグシップ」と呼ばれる法文レビュー全点を対象に検索可能なアクセス権を提供している。当サービスは設立当初、主に歴史的アーカイブを想定して発足したため、『レクシスネクシス』と『ウェストロー』の古い法文レビューにはアクセスできず、1980年代以降に公開されたものに限定した。ところが当サービスの市場である大学教授や学者、法学者などに両誌の手入力版のニーズはなく、最新の問題を扱う学術誌の電子版にアクセスを望んだため、方針を変更した。

## 事業の拡張
拡張によって最近の法学の課題全てを網羅する以前も、当サービスは他の資料を追加し、手始めに連邦官報（2002年–）と最高裁判所図書館アメリカレポート全巻のPDF版の収載に取りかかる。要点は報告された判例は全て完全版を提供したことである。競合他社などは、現状の使用法を反映した編集版（文字綴りや句読点の変更や内容の切り捨てほか）を掲出し、特に19世紀のアメリカレポートには弁護士の主張を広範に含み編集処理されがちで、『レクシス』『ウェストロー』から削除されることもしばしばであった。その点、当サービスは全文版が利用できる。徐々に追加して2007年には条約協定関連のライブラリー類、法文古典、アメリカ合衆国法令集、連邦規則全文（代用が進んで年月が過ぎた件を含む）が揃い、より広範な合衆国資料を含む多くの資料の収載を続けた。
当サービスが現在、対象とする収載物は、連邦と州や地方の行政府および機関の報告書と議事録、現代の書籍類、法学専門外の法律レビューと学術誌、現行の法学定期刊行物といったアメリカ国内の資料に加え、外国の法律の報告書と法令集や外国政府およびNGO発行の立法および執行部門の報告書、また法律専門ではない多数の機関の年次報告書（19世紀の反奴隷制協会や宗教団体および医学会など）、過去に存在した国際機関（国際連盟ほか）および現代の国際機関（国際連合など）の報告書が含まれる。検索は単語単位の検索子指定が可能で、事実上、既出の法文定期刊行物全点を英文でオンラインに掲載した。カナダの主要な法科大学院法律図書館の主事は、このプロジェクトを「HeinOnlineが叶えた壮大な事業」と形容した。

## 収載する資料集
そのコレクションの中で、HOLはすべてのアメリカ連邦法、すべてのアメリカ最高裁判所報告書、連邦下級裁判所報告書、アメリカ税関裁判所の報告書、税務裁判所覚書決定および破産裁判所報告書の全文PDF形式ファイルを揃える。アメリカ議会年報1780年版から議会で公開されたすべての討論を含め、議会の公表した委員会報告、行政機関報告、行政法報告と決定、植民地および州の法令全てと事案報告、議会公聴会および連邦機関発行の多数の報告書類と文書も全巻がある。
英語圏の全ての国から資料を集めつつ、データベースには非英語圏の他の多くの地域が出した資料も含まれ、イスラエル法レポート、外国法務定期刊行物索引（IFLP＝Index to Foreign Legal Periodicals）、欧州少数民族問題センター発行物、「学生による中国法レビュー関連の報道の包括」および外国法国際法図書館が対象の一部である。
HeinOnlineは競合するデータベース製品が提供しない、多くのソースを収載する。その例に毎日更新される連邦官報全文を電子化したPDFファイルがある。競合他社の人気ページは平文版であるのに対し、当サービスの法文学術誌の記事ライブラリはPDF化してあり、原典のページ付けや句読点、文字修飾や植字の通りに表示される。ただし電子製品につきもののエラーとして、文字の誤識別は発生する。完全に検索可能なPDFが使える点は重要で、同様のデータベースの多くは合衆国最高裁判所報告書の全文を全件は提供せず、手入力で転写した意見書も、特に18世紀と19世紀の意見書に見られる書体（斜体ほか）を区別していないことが多い。さらに当サービスが採用しない手入力転写に起因する誤植は混入しない。

## 新刊の書籍
新刊書その他の発行に加え、当サービスはたとえばアメリカ法文図書館協会発行の『Index to Foreign Legal Periodicals』（略称IFLP、ハイン発行）など、サードパーティーが作成した資料の発行者でありリポジトリとして機能する。この資料IFLFの場合は検索対象の定期刊行物500件を収載、いずれも当サービスで全文版を利用可能であり、またIFLPには従来の定期刊行物に加え、エッセーや会議予稿集、記念論文集など50件の索引が納められ、一部は当サービスが全文を提供する。中国の法学者はHOLを称賛し「法律研究ポータルと発見のプラットフォームとして堅牢」であり、「学術誌記事やモノグラフの章など、二次資料が一次資料と相互に関連して提供され、法律研究者には法律主題にアクセスする複数の出発点を具体的に提供する（後略）」点であると述べた。

## 奴隷制に関する報告書
当サービスが2016年に発表した「アメリカと世界の奴隷制：歴史、文化、法律」リブラリーは、他の製品と異なりオンライン版へのアクセスを完全に無料で提供し、ウェブサイト登録だけで世界中の誰でも利用できる。事実上、これまで州と連邦が発表した奴隷制関連の事案の全件、同じく奴隷制に関する法文全件、さらに18世紀から現在に発行された書籍と小冊子1,250件超が対象である。項目の多くに紹介文が添えられ、同ライブラリー総編集者ポール・フィンケルマン（奴隷制の歴史家）が執筆した。毎月、ライブラリに項目の追加を続けるこの新しいコレクションは独立情報専門家協会（Association of Independent Information Professionals）の公式出版物に取り上げられ、2017年3月付の記事で当サービスは「企業市民権も信奉し、2016年10月に発足したコレクション『アメリカと世界の奴隷制：歴史、文化、法律』はインターネットにアクセスできる人なら誰でも無料で利用可能」と記した。
当サービスの登場には法律図書館学の傾向と経済の変化が反映されている。法律事務所の図書館員は聞き取り調査の場で、連邦官報とアメリカで既発の法文レビュー全件にアクセスできることから法律事務所は冊子版を破棄したこと、一部の資料の購読を減らし同時に図書館間相互貸借に関する資料注文の必要性を低減できたことを指摘した。シカゴ最大の企業の1つに所属する図書館館長は「購読の中止、冊子版の撤去、クック郡法律図書館やその他の地元の法律図書館からの図書の借入量を減らした」と述べた。HOLの沿革を記したジャーナリストが指摘したように、このオンライン製品はすべての図書館が「法の見直しに連れて増設する棚の数」を管理できるようになった。

## 査読制度
ダン・オーデンウォルド（Capstone Information Services＆Consulting所属Dan Odenwald）は独立情報専門家協会の公式出版物『コネクション』2017年版「ピアレビュー」欄で次のように述べた。「13世紀にさかのぼるイギリス法解説 English Law Reports　から現行のアメリカ法令と注釈書まで、ハインは現代の必読資料や歴史的な断片資料にアクセスを提供し、多くの研究集積に不可欠なツールである」と記したオーデンウォルドは、HOLを「法学研究の貴重資料の宝庫」と表現し、同文中で「頻繁にハインを検索する理由は『レクシスネクシス』『ウェストロー』には編集上の強化がない欠点が認められ、注釈付きの規約や判例法の要約、正式な法的引用サービス」を欠如する」と述べた。「検索ヘルプと検索履歴の配置は見やすく、文書の印刷とダウンロードが簡便、カスタマーサポートとして—研修ガイド、ウェビナー、ライブチャット、直通フリーダイヤルなどはユビキタスでもある。」と当サービスを評した。

## 関連資料
- Richmond, Gail Levin. Federal tax research : guide to materials and techniques. 8版, Foundation Press〈University textbook series〉, 2010. ISBN 9781599417424,  NCID BB02790007.  購読制（Westlaw、レキシスネキシス、チェックポイント、CCHインテリコネクト、HeinOnline）と無料で利用できるデータベース（政府系）の電子ソースを対照比較。印刷物とオンライン調査の選択のポイント、一次資料を探すオンライン資料を示す。
  - Richmond, Gail Levin ; Yamamoto, Kevin M. Federal tax research : guide to materials and techniques, 10版, Foundation Press〈University textbook series〉,  2018. ISBN 9781683289500, NCID BB27395534.

- Pryal, Katie Rose Guest. A short guide to writing about law. ロングマン〈The short guide series〉2011. ISBN 9780205752010, NCID BB26340377.「議論の概要と反論」§チェックリスト4. 法文研究を行う：オンライン法文研究ツール（レキシスネキシス、アカデミック、HeinOnline、Oyez.com）